# Henrik Rödl
Henrik Rödl (1969.) je bivši njemački košarkaš i reprezentativac. Igrao je na mjestu krila. Visine je 201 cm. Igrao je u Euroligi sezone 1998./99. za njemački klub ALBU iz Berlina.